# Соловей (фільм, 2023)
«Соловей» (англ. Nightingale) — майбутній американський фільм-драма режисера Мелані Лоран, екранізація однойменного роману Крістін Ханна. У головних ролях сестри Дакота та Ель Фаннінг.

## Сюжет
Дві сестри борються за виживання та протистоять німецькій окупації у Франції під час Другої світової війни.

## У ролях
- Дакота Фаннінг — Віанн Моріак
- Ель Фаннінг — Ізабель Россіньоль

## Виробництво
У березні 2015 року TriStar Pictures придбала права на книгу Крістін Ханни «Соловей» і найняла Енн Пікок для написання сценарію.
У грудні 2019 року Мелані Лоран була обрана режисером фільму. Дакота Фаннінг та Ель Фаннінг мали зіграти ролі сестер Моріак.
Знімання розпочали 26 жовтня 2020 року в Будапешті та Лос-Анджелесі.

## Випуск
23 червня 2017 року компанія TriStar запланувала випуск фільму на 10 серпня 2018 року. 2 березня 2020 року фільм було перенесено на 25 грудня 2020 року. 24 квітня 2020 фільм був видалений з графіка релізів у зв'язку з пандемією COVID-19. 30 квітня 2020 TriStar змінила дату прем'єри фільму на 22 грудня 2021. 19 лютого 2021 року компанія TriStar перенесла дату прем'єри на 23 грудня 2022 року.

## Книга
Соловей (англ. The Nightingale) — історичний роман американської письменниці Крістін Генна. Вийшов у видавництві St. Martin's Press 2015 року. За основу книги взято історію бельгійки Андре де Йоганн, яка в часи Другої світової війни допомагала збитим льотчикам дістатися безпечних місць. Книга увійшла до кількох списків бестселерів і вийшла 45 мовами. Українською мовою книгу видало 2016 року видавництво «Наш Формат».